# スレイマン・サネ
スレイマン・サネ（Souleyman Sané、1961年2月26日 - ）は、セネガル・ダカール出身の元プロサッカー選手、元サッカー指導者。元セネガル代表。現役時代のポジションは、フォワード。

## 選手経歴

### クラブ
セネガルの首都ダカールにて、外交官の子として生まれる。4歳の時にフランスに移住。父親の強いすすめでサッカー選手になることを決意し、アマチュアチームでプレーを始めた。
1982年、兵役のため軍の招集を受けた。本来、有望なサッカー選手であったため自宅近くに勤務することを許されるはずだった。そのためにはフランスサッカー協会が必要書類を送付しなければならなかったが、夏期休業中であったためサネの両親に連絡することが出来なかった。結果、シュヴァルツヴァルトを越えて遠隔地での勤務を余儀なくされた。
1985年、2. ブンデスリーガに所属していたSCフライブルクのスカウトに見出され、最初のプロ契約を結んだ。3シーズンで56ゴールを挙げ、1988年には得点王を獲得した。この活躍を受け、1.FCニュルンベルク、そしてブンデスリーガのSGヴァッテンシャイトに移籍した。100m10.7秒の俊足を活かしたプレーでリーグを席巻、ブンデスリーガで最初に活躍した黒人選手の一人になった。
1994年、オーストリア・ブンデスリーガ1部のFCヴァッカー・インスブルックに移籍すると、ここでもリーグ得点王を獲得した。その後、ドイツ、スイス、オーストリアのクラブでプレーし、最後は家族の住むルール地方のアマチュアクラブでプレーし現役を引退した。

### 代表
セネガル代表の一員としてアフリカネイションズカップ1992、アフリカネイションズカップ1994に参加した。

## 指導経歴
2008年から2011年までサッカーザンジバル代表でコーチを務めた。また2009－2010シーズンはDJK Wattenscheidで選手兼コーチとして在籍した。

## タイトル

### 個人
- 2. ブンデスリーガ 得点王: 1987–88 (21ゴール)
- オーストリア・ブンデスリーガ 得点王: 1994–95 (20ゴール)[3]

## 家族
新体操選手でロサンゼルスオリンピック銅メダリストのレギーナ・ヴェーバーと結婚した。二人の間には3人の子どもがおり、そのうちの一人がサッカードイツ代表のレロイ・サネである。